# Беседа (евангельский журнал)
Беседа (Вифезда) — нелегально распространявшийся в России в 1889—1898 годах протестантский евангельский религиозный журнал.

## Задачи журнала
Целью журнала было распространение Евангелия среди русского народа, что включало объединение евангельских христиан, пусть даже и не слишком формализованное, основанное на общей вере в свидетельство Священного Писания и Искупительную жертву Иисуса Христа.

## Название
По воспоминаниям И. С. Проханова, журналу намеренно было дано «невинное» название «Вифезда», чтобы не привлекать подозрений. «Вифезда» — упомянутая в Новом Завете купальня-пруд в Иерусалиме, название которого Иван Проханов трактовал как «беседа». Позднее журнал выходил уже под русским заголовком «Беседа».

## История
По воспоминаниям И. С. Проханова, он задумал издание «Беседы» в 1889 году, во время учёбы в Технологическом институте Санкт-Петербурга. В мае того же года, вернувшись во Владикавказ после экзаменов, он приступил к реализации задуманного. Первоначально «редакция» располагалась дома у Прохановых. Помимо самого Ивана, выпуском занимался и его младший брат Александр. Журнал печатался на гектографе, который приобрели братья, позднее издавался литографическим способом. 
Первоначально журнал выходил в большом формате в {\displaystyle 1/4} печатного листа, с переездом в Стокгольм в 1894 году стал издаваться небольшим форматом в {\displaystyle 1/16} печатного листа (примерно соответствует тетрадному листу). Он рассылался в евангельские церкви, а также служителям, в том числе находящимся в ссылке.
После возвращения Проханова в Петербург, журнал выходил там. К работе над изданием присоединились братский меннонит Герман Исаакович Фаст и бывший революционер-народник, обратившийся к Богу, Николай Елисеевич Горинович. Был сформирован Издательский совет, который возглавил Фаст (будучи на 9 лет старше Ивана Проханова). В первые три года фактически Фаст руководил изданием, позднее руководство перешло к Проханову. 

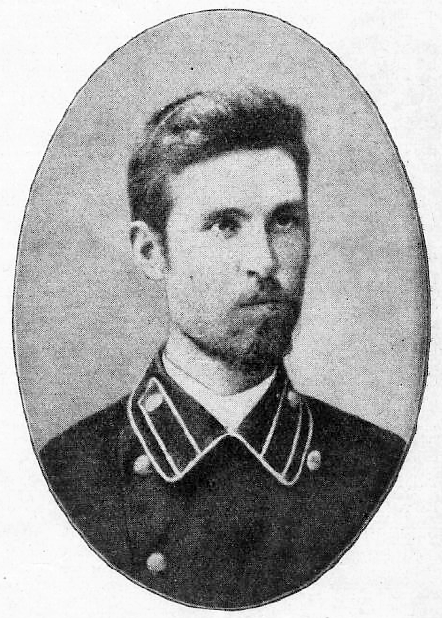
И. С. Проханов в студенческие годы

В начале 1891 года на общероссийском съезде Союз русских баптистов признал «Беседу» своим изданием.
В 1894 году полиция установила ведущую роль Проханова в издании «Беседы». Он был вынужден скрываться и в 1895 году эмигрировал. Ещё в 1894 году издание журнала перенесли в Стокгольм (Швеция). Специально для этого туда из Саратова эмигрировала бывшая учительница Закавказского девичьего института Е. В. Кирхнер. В Россию журнал доставлялся заказными письмами. Значительная часть писем не доходила до адресата. После вынужденной временной эмиграции Проханов сам занимался пересылкой экземпляров журнала в Россию после получения его в Лондоне.
Журнал издавался до 1898 года. В 1898 году И. С. Проханов вернулся в Россию.

## Содержание
Подзаголовок издания обозначал его статус: «Орган русских Евангельских христиан», а выноска к подзаголовку поясняла значение термина «Евангельские христиане»: «то есть основывающихся на чистом Евангельском учении (без всяких изменений и добавлений)». С марта 1895 года слова «орган» было заменено на «издание».
Благодаря влиянию Фаста и его единомышленников из числа деятелей Петербургского пробуждения, журнал имел евангельское свободно-конфессиональное направление, что обеспечило ему широкий по конфессиональному составу круг подписчиков, среди которых были русские и немецкие баптисты, меннониты, закавказские армяно-евангелики, пашковцы, англикане, евангелики Таврической губернии, молокане, толстовцы и т. д..
Журнал имел разделы: «Назидание», «Повествование», «Общественная жизнь», «Слово защиты», «Письма», «Заметки», «Стихи». В «Беседе» публиковались назидательные статьи, евангельские гимны для ободрения страдающих от притеснений за веру, обсуждались вопросы помощи нуждающимся и создании приютов для детей осужденных христиан, выходили очерки по истории христианства (в том числе и евангельского протестантизма в России), материалы о штундистах и баптистах. В разделе «Из другого двора» публиковались материалы о деятельности заграничных протестантов.
Учитывая нелегальное положение журнала, его авторы публиковались под псевдонимами. В круг соработников Проханова входили не только баптисты, но и толстовцы, имеющие другую христологию. Статьи в журнал писали В. А. Пашков, В. В. Иванов, В. Г. Павлов, А. С. Проханов, Е. В. Кирхнер, И. Н. Скороходов, Н. М. Четвернин, П. Г. Демакин и другие. Одним из авторов был толстовец и революционер Д. А. Хилков.

## Финансирование
Журнал распространялся по платной подписке. Кроме того, его материально поддерживали богатые христиане-протестанты Д. И. Мазаев и В. А. Пашков.